# 香川県道239号観音寺港観音寺停車場線
香川県道239号観音寺港観音寺停車場線（かがわけんどう239ごう かんおんじこうかんおんじていしゃじょうせん）は、香川県観音寺市を通る一般県道である。

## 概要
観音寺市観音寺港から同市内のJR観音寺駅に至る。

### 路線データ
- 起点：香川県観音寺市瀬戸町1丁目（観音寺港）
- 終点：香川県観音寺市栄町3丁目（観音寺駅前交差点、香川県道49号観音寺善通寺線交点）
- 総延長：1.689 km

## 路線状況

### 名称・愛称
- 栄町通り

### 道路施設

#### 橋梁
1橋梁4 m

## 地理

### 通過する自治体
- 観音寺市

### 交差する道路
| 交差する道路                      | 交差する場所  | 交差する場所            |
| --------------------------------- | ------------- | ----------------------- |
| 香川県道21号丸亀詫間豊浜線        | 三本松町1丁目 |                         |
| 香川県道・徳島県道8号観音寺佐野線 | 南町1丁目     | [ 注釈 1 ]              |
| 香川県道240号粟井観音寺線         | 栄町3丁目     |                         |
| 香川県道49号観音寺善通寺線        | 栄町3丁目     | 観音寺駅前交差点 / 終点 |

### 沿線
- 観音寺港
- JR四国予讃線 観音寺駅